# Sarah Frances Whiting
Sarah Frances Whiting (23 de agosto de 1847 – 12 de septiembre de 1927), astrónoma y física americana, profesora de varias astrónomas y astrónomos, incluyendo a Annie Jump Cannon.

## Biografía
Graduada en la Universidad de Ingham en 1865. 
Sarah Whiting fue contratada por Henry Fowle Durant, presidente del Wellesley College, un año después de la apertura en 1875, como profesora de física. Constituyó el departamento de física y el departamento de física experimental de grado en Wellesley, segundo de este tipo en el país.
Por solicitud de Durant, atendió conferencias en MIT dados por Edward Charles Pickering. Este invitó a Whiting a observar algunos de las técnicas nuevas que se estaban aplicando a astronomía, como la espectroscopia. 
En 1880, Whiting empezó a enseñar un curso de Astronomía Aplicada en Wellesley.

En 1895, como menciona la biografía de Annie Jump Cannon,

Un momento especialmente apasionante vino cuando los periódicos de Boston informaron del descubrimiento del Rontgen o rayos-X en 1895. El alumnado en físicas de aquellos días siempre recordarán el celo con que Whiting instaló un tubo Crookes y disfrutaba con las primeras fotografías obtenidas de monedas dentro de un monedero y huesos dentro de la carne.

Entre 1896 y 1900, Whiting ayudó a la Universidad Wellesley a crear el Observatorio Sarah Elizabeth Whitin, del cualella fue la primera directora .
Tufts Universidad otorgó un doctorado Honorisa Whiting en 1905.
Se retiró de Wellesley en 1916 y fue profesora Emérita hasta su muerte en 1927. Está enterrada en el Cementertio Machpelah en Le Roy, en Nueva York.

## Publicaciones
Sarah Whiting escribió el libro de texto Daytime and evening exercises in astronomy, for schools and colleges.
También escribió muchos artículos de divulgación sobre Astronomía, incluyendo: 
"Use of Graphs in Teaching Astronomy", "Use of Drawings in Orthographic Projection and of Globes in Teaching Astronomy", "Spectroscopic Work for Classes in Astronomy","The Use of Photographs in Teaching Astronomy", "Partial Solar Eclipse, June 28, 1908", Solar Halos, "A Pedagogical Suggestion for Teachers of Astronomy", "Priceless Accessions to Whitin Observatory Wellesley College", "The Tulse Hill observatory diaries (abstract)", and "The Tulse Hill observatory diaries", as well as the obituary for Margaret Lindsay Huggins, "Lady Huggins".
Describe su experiencia como "mujer física" en el periódico del Wellesley College titulado "Las experiencias de una mujer física"

## Logros
Premios y nombramientos:
- 1883 Miembro de Asociación americana para el Adelanto de Ciencia (AAAS)
- 1905 Honoris doctorado, Tufts Universidad

Puestos laborales:
- 1876-1912 Profesora de Físicas, Wellesley Universidad
- 1900-1916 Directora, Whitin Observatorio, Wellesley Universidad
- 1916-1927 Profesora Emérita, Wellesley Universidad

Educación:
- AB Ingham Universidad 1865